# توماس هاچینز
توماس هاچینز (به انگلیسی: Thomas Hutchins)،(زاده ۱۷۴۲ – درگذشته ۷ ژوئیه ۱۷۹۰) پزشک و طبیعی‌دان بریتانیایی بود.

## زندگی‌نامه
در بین سالهای ۱۷۶۶ تا ۱۷۷۳ هاچینز به عنوان جراح در هادسونز بی کمپانی در منطقه مسکونی یورک فکتوری در استان منیتوبا استخدام شد. سپس بین سالهای ۱۷۷۴ تا ۱۷۸۲ فرماندار فورت آلبانی در استان انتاریو شد. با این که او پزشک با وجدان و سخت‌کوشی بود، اما زمان لازم برای پژوهش از جمله :مطالعه گیاهان خوراکی محلی مفید برای پیشگیری از بیماری اسکوربوت پیدا کرد.
در سال ۱۷۶۸ تا ۱۷۶۹ ویلیام والس ستاره‌شناس، که از طرف انجمن سلطنتی برای مشاهده گذر زهره در سال ۱۷۶۹ به آنجا فرستاده شده بود، با او ملاقات کرده و وسایل و دستورالعملهایی برای ضبط داده‌های هواشناسی برای وی باقی گذاشت.
بین سالهای ۱۷۷۱ تا ۱۷۷۲، او با تشویق رئیس خود اندرو گراهام، در مورد حیات وحش از جمله: توصیف گونه‌هایی که قبلاً ثبت نشده بودند، یادداشتهایی کرد.
بین سالهای ۱۷۷۵ تا ۱۷۷۶، وی به دستور انجمن سلطنتی مشاهدات مفیدی را در مورد میل مغناطیسی در کشور آلبانی انجام داد.
او در سال ۱۷۷۵ آزمایش‌های اولیه‌ای روی انجماد (نقطه انجماد) جیوه انجام داده، و تشخیص داد مشکل تغییر ناگهانی حجم جیوه در دماسنج ناشی از تغییر حالت آن است. او دستگاهی برای یک روش بهبود یافته برای تعیین نقطه انجماد طراحی کرده و بین سالهای ۱۷۷۹ تا ۱۷۸۲ پس از یک سری آزمایشهای دقیقی که انجام داد، نقطه انجماد جیوه را ۳۹ درجه فارنهایت تعیین کرد. به خاطر این کارش توسط کاوندیش بسیار تحسین شد و در سال ۱۷۸۳ به همراه جان گودریک (برای کاری مرتبط) از طرف انجمن سلطنتی برنده مدال کاپلی شد.
او بقیه عمر خود را در لندن به عنوان منشی مکاتبه‌کننده شرکت خلیج هادسون خدمت کرد.
این احتمال وجود دارد که بسیاری از یادداشتهای مربوط به طبیعت که او به خاطرش  بسیار تحسین شده است، در واقع کار اندرو گراهام باشد، که یا سخاوتمندانه در اختیار او قرار گرفته است و یا سرقت شده است ، کاری که در آن روزها زیاد قابل سرزنش محسوب نمی‌شد.  
در سال ۱۷۸۴ به عنوان همکار انجمن سلطنتی ادینبرو انتخاب شد.معرف‌های او جان مک‌گوان،جان رابیسن و جان واکر طبیعی‌دان بودند.
او در ۷ ژوئیه ۱۷۹۰ درگذشت.
غاز هاچینز به افتخار او نامیده شده است.